# Anwick
Anwick est une paroisse civile et un village du Lincolnshire, en Angleterre.

## Histoire
Pendant la Première Guerre mondiale, un aérodrome militaire, nommé le RAF Anwick (en), a été construit à Anwick. Pendant la Seconde Guerre mondiale, le lieu devient un faux aérodrome militaire pour détourner l'attention de l'ennemi du vrai aérodrome militaire, RAF Digby (en).

## Démographie
Au recensement de 2021, la population était de 388 habitants ; elle est donc stable depuis le recensement de 2011, où elle était de 392 habitants.

## Économie
L'usine de poulet Moy Park, une des plus grosses entreprises agricoles du Lincolnshire, se situe à Anwick depuis plus de 80 ans. Elle transforme 2 millions de poulets par semaine, et possédait 2 400 employés en 2020.

## Services
Un hôpital psychiatrique, le Magna House, géré par Enbridge Healthcare Limited, se trouve à Anwick.

## Monuments
L'église de Saint Edith, datée de la fin du XIIIe siècle ou du XIVe siècle, se trouve à Anwick ; c'est un monument classé de grade I.
Un ancien manoir, daté du XVIe siècle, se trouve en bordure du village ; il a été reconstruit et converti en ferme au XIXe siècle. C'est un monument classé de grade II.